# Louis-Braille-Schule Düren
Die LVR-Louis-Braille-Schule Düren ist die rheinische Förderschule für blinde und sehbehinderte Schülerinnen und Schüler (SuS) in Düren, Nordrhein-Westfalen.

## Allgemeines
Namensgeber für die Schule ist Louis Braille, der Erfinder der nach ihm benannten Blindenschrift.

## Einzugsbereich
- Die LVR-Louis-Braille-Schule ist zuständig für Frühförderung, Unterricht, Gemeinsames Lernen und Beratung für alle SuS mit dem Förderschwerpunkt Sehen mit einem Wohnsitz in folgenden Gemeinden und Regionen: Alle SuS mit dem Förderschwerpunkt Sehen aus:
  - Kreis Düren (außer Aldenhoven, Jülich, Linnich, Titz)
  - Kreis Euskirchen (Bad Münstereifel, Blankenheim, Euskirchen, Mechernich, Nettersheim, Weilerswist)  Darüber hinaus können auch folgende SuS die Schule besuchen:
  - alle SuS der Sekundarstufe mit dem Wunsch eine Förderschule zu besuchen aus dem gesamten Regierungsbezirk Köln.
  - alle SuS mit zusätzlichem Förderschwerpunkt mit Pflegebedarf und/oder therapeutischer Förderung aus dem gesamten Regierungsbezirk Köln (gegebenenfalls auch darüber hinaus)
  - bei Internatsunterbringung SuS aus der gesamten Region des Landschaftsverbands Rheinland

## Schulformen
Die Schule unterteilt sich in mehrere Bereiche:
1. den Frühförderbereich,
2. die Vorschule,
3. den Bereich von SuS mit komplexen Beeinträchtigungen,
4. die Grundschule
5. die Hauptschule
6. und das Gemeinsame Lernen.

Den SuS steht ein Internat für bis zu 75 Personen zur Verfügung. Insgesamt besuchen 210 SuS die Förderschule. An ihr werden SuS mit Sehbeeinträchtigungen oder Blindheit von 6 bis 18 Jahren unterrichtet.

## Geschichte

### 1842–1844 Gründung der Elisabeth-Stiftung und Errichtung der Blindenanstalt
Aus Anlass des Besuchs König Friedrich Wilhelms IV. mit seiner Frau Elisabeth im Rheinland wird der Königin zu Ehren eine Stiftung gegründet. Mit der Elisabeth-Stiftung wird der Zweck verfolgt, „bildungsfähige Blinde der Rheinprovinz zu erziehen und durch Schulunterricht, sowie durch Aneignung von Geschicklichkeiten, zu nützlichen Bürgern des Staates zu bilden“ (Statuten der Elisabeth-Stiftung für Blinden-Unterricht in der Rheinprovinz, gedr. 1844). Als der Dürener Rudolf Schenkel der Stiftung das ehemalige Jesuitenkloster kostenlos zur Verfügung stellt, entscheidet man sich dazu die Blindenanstalt in Düren zu errichten.

### 1845 – 13. November: Eröffnung der Blindenanstalt
Die Blindenanstalt wird im ehemaligen Jesuitenkloster am Geburtstag der Königin Elisabeth mit sechs Schülerinnen und Schülern (SuS) eröffnet. Aufgenommen werden SuS im Alter von neun bis vierzehn Jahren.

### 1862
Der Provinzial-Landtag erhebt die Anstalt als „Provinzial-Blindenanstalt“ zu einer Provinzialeinrichtung.

### 1876
Umzug in die Gebäude nördlich der Stadt Düren an der heutigen Meckerstraße, die ursprünglich für Irrenanstaltszwecke erbaut wurden. Die Gebäude befinden sich auf einem Gelände von 3,75 Hektar Größe. Es leben bereits 120 SuS in der Blindenanstalt.

### 1879
Der Berliner Congress erkennt die Braille‘sche Punktschrift als die beste Blindenschrift an. Im selben Jahr wird die Brailleschrift in allen Schulklassen eingeführt.

### 1888
Eröffnung einer Vorschule mit 20 Kindern im Alter von sechs bis neun Jahren.

### 1899
Eintritt der Cellitinnen in den Dienst der Blindenanstalt. Sie führen den Haushalt, sorgen für die Reinhaltung der Räume und leisten Wärterdienste bei den blinden SuS.
Die Cellitinnen sind bis 1968 in der Anstalt tätig.

### 1907–1908
Erweiterung der Blindenanstalt auf neun Gebäude mit über 200 SuS:
- ein Pförtnerhaus mit der Wohnung des Warenverkäufers, eine Buchbinderei, eine Druckerei
- ein Hauptgebäude mit Klassenräumen, Arbeitssälen, eine Schlosserei, eine Schusterei und eine Schneiderei, die Aula und die Dienstwohnung des Direktors sowie die Klausurräume der Schwestern
- ein Knabenhaus
- ein Mädchenhaus
- ein Vorschulhaus
- eine Turnhalle
- ein Wirtschaftsgebäude mit Baderäumlichkeiten
- ein Lazarettgebäude mit Untersuchungszimmern von Ärzten und einer Zahnklinik
- ein Maschinenhaus

### 1911
Einführung der Schulpflicht für Kinder mit Blindheit.

### 1918
Während des Ersten Weltkriegs wird die Blindenanstalt zwischenzeitlich als Lazarett von verschiedenen Truppen belegt.

### 1928
Errichtung eines neuen großen und modernen Schulgebäudes mit Aula und Hallenschwimmbad

### 1944/1945
Die Gebäude der Blindenanstalt werden während des Zweiten Weltkriegs beschädigt und zerstört. Die Schule wird am 6. Juli 1944 vorübergehend geschlossen. Nach Kriegsende beginnen die Aufräumarbeiten.

### 1945
Erste Ausbildungskurse für Kriegsblinde finden in der Blindenschule statt.

### 1946
Am 3. Mai eröffnet die Blindenschule wieder, die ersten SuS werden zurückgeholt.

### Um 1950
Beginn der Früherziehung blinder vorschulpflichtiger Kinder

### 1953
Der Landschaftsverband Rheinland wird gegründet und wird Schulträger.

### 1966
Einführung der Schulpflicht für Kinder mit geistiger Behinderung.

### Bis 1970
Umfangreiche Baumaßnahmen im Schulhaus, den Sportstätten und bei den Internatshäusern.

### 1978
Einführung der Schulpflicht für Kinder mit Komplexer Behinderung.

### In den 70er Jahren
Die ersten blinden Kinder und Jugendlichen mit Komplexer Behinderung werden offiziell als SuS aufgenommen.
Zudem wird die erste therapeutische Fachkraft, eine Physiotherapeutin, eingestellt.

### 1986
Begleitung der ersten blinden und sehbehinderten SuS in allgemeinbildenden Schulen (Integration).

### In den 80er Jahren
Einführung des Schulreitens.

### 1991
Die Schule erhält ein neues behindertengerechtes Schwimmbad.

### 1999
Blinde und sehbehinderte SuS werden gemeinsam beschult. Die ersten sehbehinderten SuS besuchen die Schule. Errichtung des Hauswirtschaftszentrums über dem alten Schwimmbad.

### 2002
Einführung des Kurshauses an der LVR-Louis-Braille-Schule.

### 2005
Der erste Therapiebegleithund „arbeitet“ an der Schule.

### 2006
Entstehung des Medienzentrums, welches Schulbücher blindengerecht aufbereitet und den SuS an Förderschulen mit dem Förderschwerpunkt Sehen im Rheinland zur Verfügung stellt.

### 2007
Im Rahmen einer Wegesanierung wird ein Blindenleitsystem auf dem Schulgelände eingerichtet.
Die „Rheinische Schule für Blinde und hochgradig Sehbehinderte“ wird umbenannt in „LVR-Louis-Braille-Schule – Förderschule Sehen“ im Gedenken an den Gründer der Blindenschrift.

### 2009
Im Louis-Braille-Jahr nimmt auch die LVR-Louis-Braille-Schule mit verschiedenen Aktionen teil. Es findet die Aktion „Louis-Braille – auf den Punkt gebracht“ zusammen mit der Gesamtschule Merzenich/Niederzier unter Mitwirkung der Löschgruppe Birkesdorf statt, zudem wird an der Schule der „Louis-Braille-Tag“ gefeiert. Zertifizierung zur „Nationalpark-Schule“.

### 2010 – 2015
Die LVR-Louis-Braille-Schule nimmt an der Pilotphase „Kompetenzzentrum für sonderpädagogische Förderung“ des Landes NRW teil. Die Pilotphase endet 2015.

### 2017
Der LVR-Louis-Braille-Schule steht dank der Unterstützung durch die Doris-Oster-Stiftung eine Orthoptistin in allen Fragen rund um das Sehvermögen der SuS zur Seite.

### 2019
Die erste Klasse für SuS mit Taubblindheit und Hörsehbehinderung seit dem Zweiten Weltkrieg wird gegründet.

### 2020
Die LVR-Louis-Braille-Schule feiert ihr 175-jähriges Jubiläum.

## Weitere Einrichtungen für blinde Menschen
Neben der Schule gibt es noch folgende Einrichtungen für Blinde in Düren:
- Wohn- und Förderstätte für mehrfachbehinderte Blinde
- Anna-Schoeller-Haus (Blindenaltersheim)
- Berufsförderungswerk Düren